# Tomas N'evergreen
Tomas N'evergreen, pseudonimo di Tomas Christiansen (Aarhus, 12 novembre 1969), è un cantante danese con cittadinanza russa.
Ha partecipato all'Eurovision Song Contest 2010 come rappresentante della Danimarca presentando il brano In a Moment Like This insieme a Christina Chanée.

## Discografia
Album
- 2003 - Since You've Been Gone
- 2010 - In a Moment Like This